# Skřivaň
Skřivaň je vesnice a část městyse Pavlíkov v okrese Rakovník ve Středočeském kraji.

## Historie
První písemná zmínka o vesnici pochází z roku 1352.
V roce 1683 byl u vesnice otevřen důl Svatý Jan. Těžily se v něm kamenečné břidlice s obsahem pyritu, ze kterých se v sousední huti vyráběla kyselinu sírovou. Na jejich zpracování pravděpodobně upomíná pomístní jméno Nad Hutí na jižním okraji vesnice.
V roce 1932 byly ve Skřivani evidovány tyto živnosti a obchody: obchod s cukrovinkami, hostinec, obchod s hračkami,dva obuvníci, obchod s lahvovým pivem, rolník, řezník, obchod se smíšeným zbožím a trafika.

## Obyvatelstvo
| Rok            | 1869 | 1880 | 1890 | 1900 | 1910 | 1921 | 1930 | 1950 | 1961 | 1970 | 1980 | 1991 | 2001 | 2011 | 2021 |
| -------------- | ---- | ---- | ---- | ---- | ---- | ---- | ---- | ---- | ---- | ---- | ---- | ---- | ---- | ---- | ---- |
| Počet obyvatel | 444  | 444  | 498  | 457  | 418  | 399  | 331  | 271  | 250  | 211  | 181  | 153  | 134  | 137  | 131  |
| Počet domů     | 57   | 60   | 61   | 64   | 67   | 68   | 67   | 77   | 67   | 57   | 48   | 59   | 58   | 63   | 63   |

## Obecní správa
Při sčítání lidu v letech 1850–1979 Skřivaň byla samostatnou obcí v okrese Rakovník. Od 1. ledna 1980 je částí městyse Pavlíkov v okrese Rakovník.

## Pamětihodnosti
- Kostel svatého Štěpána
- Chlév u čp. 4
- Sloup se sochou svatého Isidora
- Zámeček Skřivaň